# سسک دوهرن
سسک دوهرن، مگس‌گیر دوهرن، لیکومگس‌گیر دوهرن یا لیکوتوکای دوهرن (نام علمی: Horizorhinus dohrni) نام یک گونه از تیره سسکیان است.